# Kelly Isaiah Ogbebor
Kelly Isaiah Ogbebor (Ciudad de Benín, 1993)  es un cantante y músico hispano-nigeriano. Vive en Lérida desde que tiene diez años. Es vocalista y miembro fundador de la banda leridana de reggae en catalán Koers, creada en 2014; ha publicado dos discos y un EP con este grupo. Ganó la séptima edición del concurso musical La voz de Antena 3, habiendo pasado por los equipos de Alejandro Sanz, Míriam Rodríguez y Laura Pausini.

## Discografía
- Unbroken (2017, Halley Records)
- Des de les cendres (EP, 2019, Halley Records)
- That Day (2020, Halley Records)